# Флуоресценция
Флуоресценцията е физично явление, вид фотолуминесценция. Обяснението на явлението е свързано с излъчвателен преход на атомите или молекулите от възбудено в основно състояние (виж диаграмата). За първи път флуоресценция на хининови съединения е наблюдавал физикът Джордж Стокс през 1852 г.
При нормални условия повечето молекули се намират в основно електронно състояние {\displaystyle ~S_{0}}. При поглъщане на светлина молекулата преминава във възбудено състояние {\displaystyle ~S_{1}}.
За разлика от флуоресценцията, фосфоресценцията представлява забранен по спин преход между две състояния с различна мултиплетност.

## Произход на термина
Терминът „флуоресценция“ произлиза от названието на минерала флуорит, при който е открита за първи път и на латински: -escent – наставка, означаваща слабо действие.

## Приложения
Флуоресценцията има много практически приложения в минералогията, криминалистиката, багрилата, биологически маркери и най-срещаното – луминесцентните лампи. Конфокалният микроскоп използва флуоресценцията на биологически образци за наблюдения с голям контраст. Съществува и специален дял от спектроскопията – флуоресцентна спектроскопия.
|  | Тази страница частично или изцяло представлява превод на страницата „Флуоресценция“ в Уикипедия на руски. Оригиналният текст, както и този превод, са защитени от Лиценза „Криейтив Комънс – Признание – Споделяне на споделеното“, а за съдържание, създадено преди юни 2009 година – от Лиценза за свободна документация на ГНУ. Прегледайте историята на редакциите на оригиналната страница, както и на преводната страница, за да видите списъка на съавторите. ВАЖНО: Този шаблон се отнася единствено до авторските права върху съдържанието на статията. Добавянето му не отменя изискването да се посочват конкретни източници на твърденията, които да бъдат благонадеждни. |